# 海外現代音楽特集
『海外現代音楽特集』（かいがい げんだいおんがく とくしゅう）は、NHK-FM放送で年2回放送されている現代音楽のラジオ番組である。現在の名称は『コンテンポラリーを聴く』。

## 概要
以前は『海外20世紀ライブ』という番組名だったが、21世紀に入った2001年より『現代音楽特集』となり、その後『海外現代音楽』や『海外の現代音楽祭より』というタイトルになっていたこともあったが、2018年2月に『ベストオブクラシック - コンテンポラリーを聴く』へ変更されている。
かつての放送期間は毎年4月と10月のいずれかの週で、月曜日から金曜日までの5回連続放送。NHK-FMの番組『ベストオブクラシック』（月 - 金 19:20 - 21:00）の枠内で特集として放送される。放送期間の途中でNHK交響楽団の定期演奏会の中継などが挟まると、放送回数が少なくなる。また、月がずれることもあり、通年より1ヶ月以上も遅れて放送することもある。解説を近藤譲が長い期間務め、世界のさまざまな傾向の現代音楽を幅広く取り上げた。
その後2000年より、猿谷紀郎に変わったが、猿谷の取り上げた放送内容は調性的な志向の強い音楽にやや偏り気味であった。2004年春（この年は5月末に放送された）より、長木誠司と野平一郎が日程の前後半を分担して担当している。長木は主にドイツ系、野平は主にフランス系の解説を行った。2005年度は、6月末に白石美雪の解説で放送した。2006年度からは、年1度11月に3 - 4日間のみの放送となったが、解説に再び近藤が復帰した。
以前の番組名の通り、海外の現代音楽祭のライブ録音を中心に放送している。ドナウエッシンゲン音楽祭、ワルシャワの秋、ヴィッテン室内現代音楽祭、秋のパリ芸術祭、ラジオフランス・プレザンス音楽祭、ヘルシンキ・フェスティヴァル、ウィーン・モデルンなど、主にヨーロッパ系の現代音楽祭が紹介されている。
ただし、他にも存在するはずの現代音楽祭が取り上げられない、といったことがまれに起きる。ハダースフィールド現代音楽祭の中でアンソニー・ブラクストンのピアノ作品の特集が組まれたことがあったが、この手のものは放送されない。
近藤譲がパーソナリティーを務めているため、彼の著作にある「聴くこと」を反映して『コンテンポラリーを聴く』という命名につながっている。2018年度は2月に初回が放送され、10月の特集がなかった。

## 特徴
後日大家になった「元新人」を多く手掛けている。1990年に放送されたと思われるミカエル・ジャレルのAssonance V...chaque jour n'est qu'une trêve entre deux nuits... ...chaque nuit n'est qu'une trêveentre deux jours...は初演の録音であった。もちろん、これが日本初紹介である。この手の「海外現代音楽祭」は有力新人の溜まり場になっているので、後日大成する可能性は極めて高い。